# 寒河江サービスエリア
寒河江サービスエリア（さがえサービスエリア）は、山形県寒河江市にある山形自動車道のサービスエリアである。
1999年（平成11年）10月23日に開設した、山形自動車道で唯一のサービスエリア（SA）である（2014年3月現在）。この項目では、当SA内に併設されている寒河江SAスマートインターチェンジと寒河江バスストップについても記載する。

## 沿革
- 1999年（平成11年）10月23日 : 寒河江SA 開設。合わせて同内に寒河江バスストップを設置
- 2002年（平成14年）6月15日 - 8月11日 : 寒河江SA仮出入り口を期間限定で設置
- 2004年（平成16年）12月20日 : 寒河江SAスマートICを社会実験として設置
- 2006年（平成18年）10月1日 : 寒河江SAスマートICを恒久化
- 2014年（平成26年）6月1日 : 寒河江SAスマートICの運用時間を24時間化

## 施設

### 上下線集約型
- 運営：株式会社チェリーランドさがえ[1]
- 寒河江SAスマートIC （24時間）[1]

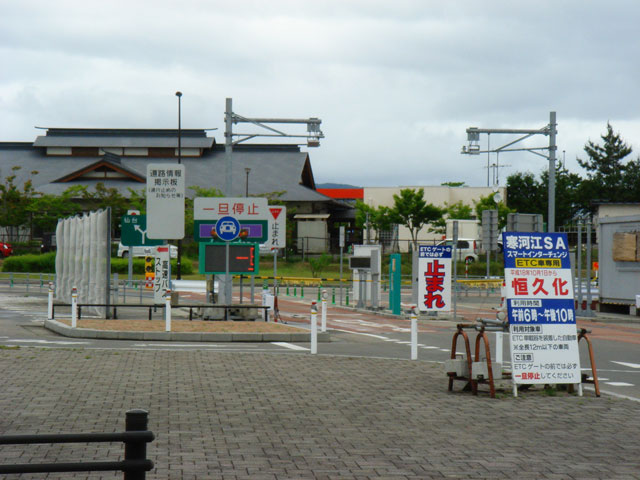
構造上、上下線の出入口が近接している。出入口の両側に計100台規模の駐車場があり、インターチェンジを降りずとも近隣の入浴施設「ゆ〜チェリー」や最上川ふるさと総合公園に徒歩でアクセスすることが可能である。

- ファーストフード（3月～11月の期間営業で、季節によって営業時間が異なる）[1][2]
- 売店（8:00 - 20:00）[1][3]
- 食堂（8:00 - 20:00）[1][4]
- ベーカリーコーナー（8:45 - 16:00）[1][5]
- 自動販売機[1]
- ハイウェイ情報ターミナル[1]
- 郵便ポスト[1]
- ガソリンスタンド（7:00 - 20:00）[1]
  - ENEOS[6]
- 給電スタンド（24時間）[1]
- チェリークアパーク（ハイウェイオアシス）[7]
- バスストップ （仙台・山形方面、鶴岡・酒田方面）[1]

### 上り線（山形・仙台方面）
- 駐車場[8]
  - 大型：23台
  - 小型：30台
  - 身障者用
    - 小型：1台
- トイレ[8]
  - 男性：大2（和式1・洋式1）・小5
  - 女性：8（和式3・洋式5）
  - 同伴の男児用1
  - 身障者用（オストメイト対応）[9]
    - 共用：1

### 下り線（鶴岡・酒田方面）
- 駐車場[10]
  - 大型：34台
  - 小型：30台
  - 身障者用
    - 小型：1台
- トイレ[10]
  - 男性：大2（和式1・洋式1）・小5
  - 女性：8（和式3・洋式5）
  - 同伴の男児用1
  - 身障者用（オストメイト対応）[9]
    - 共用：1

## 寒河江SAスマートインターチェンジ
寒河江SAスマートインターチェンジ（さがえサービスエリアスマートインターチェンジ）は、当サービスエリア (SA) に併設されているスマートインターチェンジである。
構造上、料金所からSAまでの間は、上下線とも流出路と流入路が入り組んで平面交差しており、一時停止の箇所が数か所設けられている。
2004年12月20日よりスマートICの社会実験が開始され、2006年10月1日より恒久化された。利用できる車両は車長12.0m以下の全車両である。当初は6時-22時の時間内しか入出場できなかったため注意が必要であったが、2014年6月1日から24時間 利用可能となった。
- 運用時間 : 24時間
- 対象車種 : ETC車載器を搭載した全車種（全長12.0m以下）
- 利用方向 : 全方向（フルインターチェンジ）

### 周辺
- 寒河江温泉
- 寒河江市立陵南中学校

### 接続する道路
- 直接接続
  - 寒河江市道
- 間接接続
  - 国道458号
  - 山形県道24号天童寒河江線

### 寒河江SA仮出入口
スマートインターチェンジとして使用される以前、過去に同サービスエリア付近で開催されたイベントへのアクセス向上の一環として、仮出入口を設置していた事がある。
2002年6月14日から同年8月11日まで、現在の寒河江SAスマートICと同じ場所に仮設のインターチェンジを期間限定で設置し運用していた。当時ETCの普及は発展途上で、ETCを搭載しない車両も利用することができた。

## 寒河江バスストップ

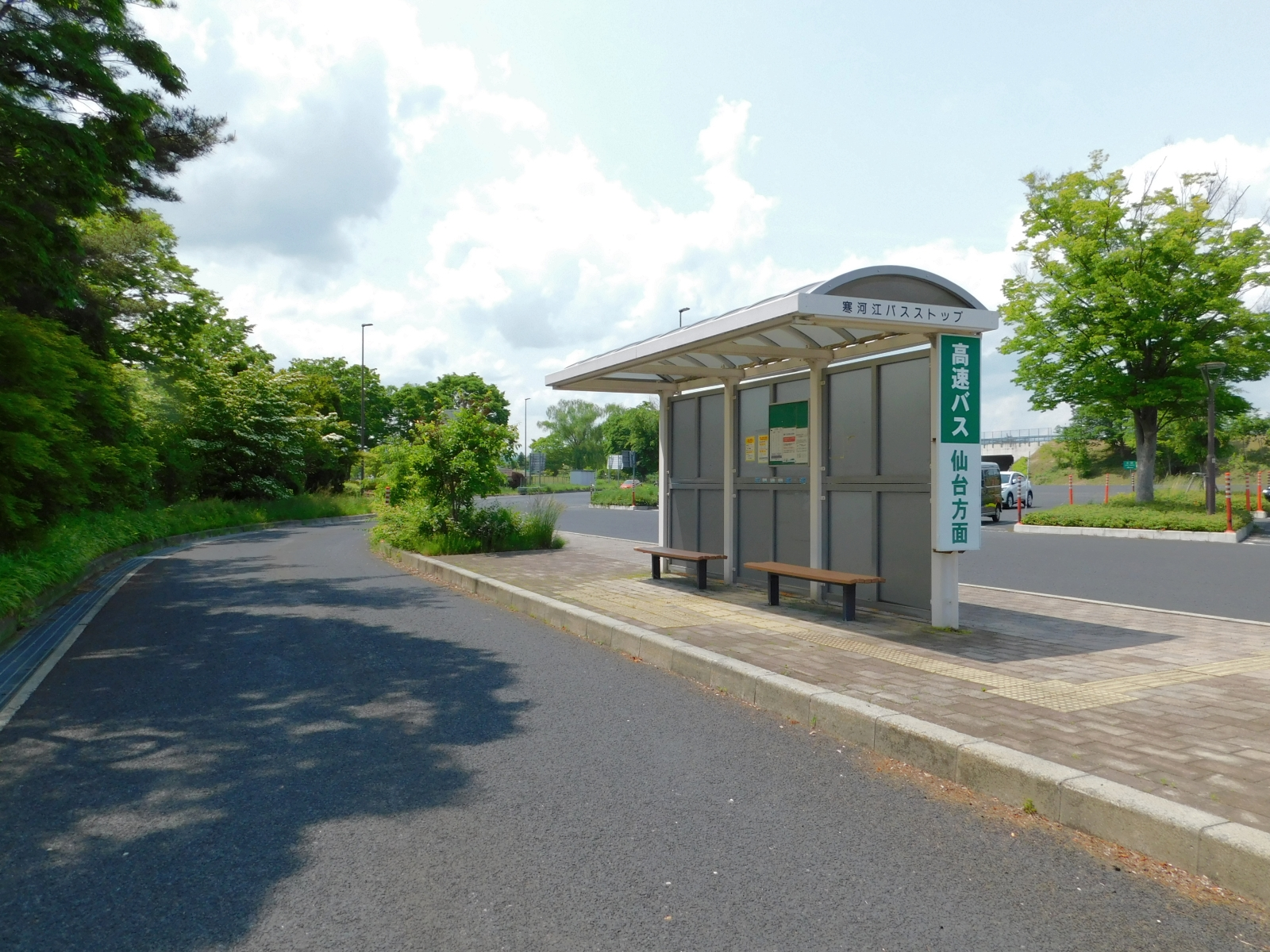
仙台方面

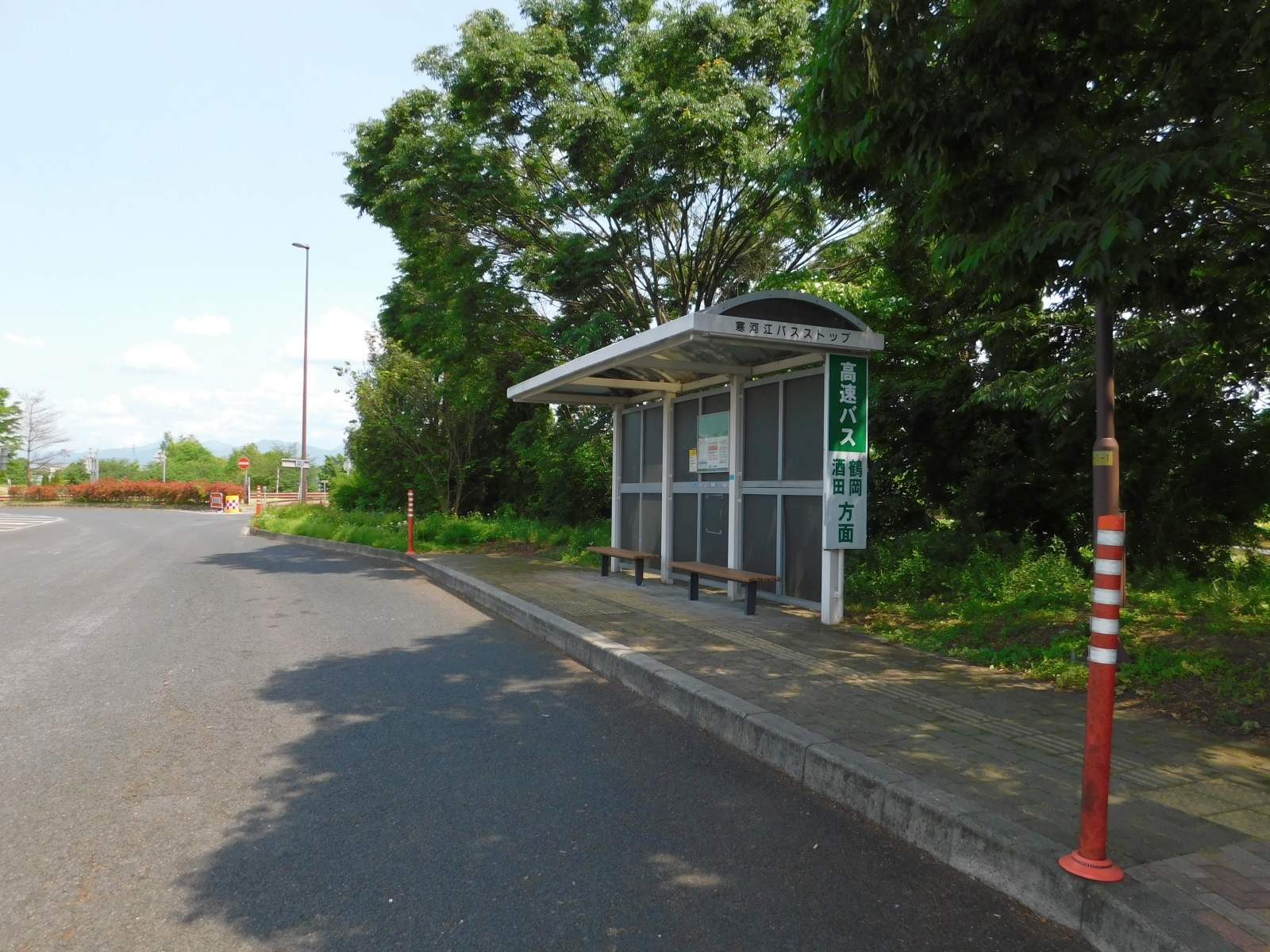
酒田方面

当SA内に設置されているバス停留所として、寒河江バスストップ（さがえバスストップ）がある。

### 停車路線
- 本荘・酒田〜仙台線(仙台行きへの乗車、本荘・酒田行きからの降車のみ可能）
- 酒田・鶴岡〜山形線

## 隣
E48 山形自動車道
(7)寒河江IC - (7-1)寒河江SA/スマートIC/BS - (8)西川IC/BS - 西川TB - 月山湖PA